# Aimee Sweet
Aimee Sweet (Providence, 14 de maio de 1977) é um atriz norte-americana de filmes pornográficos.

## Biografia
Aimee Sweet é uma atriz pornô ocasional, já que ela fez poucos filmes em comparação com outras atrizes pornô. Realizou seu primeiro filme no ano de 2000. É mais conhecida pelo seu trabalho de modelo erótica.

## Filmografia
- Centerfold Fetish
- Harlots of Hell
- Hypnotik Illusions
- Jack's Playground
- Meridians Of Passion
- Phone Sex Fantasies
- Stocking Secrets # 9